# Altinópolis
Altinópolis  es un municipio brasileño del estado de São Paulo.

## Demografía
| Población histórica del municipio | Población histórica del municipio | Población histórica del municipio | Población histórica del municipio |
| Año                               | Población                         |                                   | %±                                |
| --------------------------------- | --------------------------------- | --------------------------------- | --------------------------------- |
| 1920                              | 8823                              |                                   |                                   |
| 1940                              | 10 154                            |                                   | 15,1%                             |
| 1950                              | 10 339                            |                                   | 1,8%                              |
| 1960                              | 10 901                            |                                   | 5,4%                              |
| 1970                              | 10 819                            |                                   | −0,8%                             |
| 1980                              | 12 743                            |                                   | 17,8%                             |
| 1991                              | 13 642                            |                                   | 7,1%                              |
| 2000                              | 15 481                            |                                   | 13,5%                             |
| 2010                              | 15 607                            |                                   | 0,8%                              |
| 2022                              | 16 818                            |                                   | 7,8%                              |
| [ 2 ] [ 3 ] [ 4 ] [ 5 ]           |                                   |                                   |                                   |